# Dharwad Challenger 2003
Il Dharwad Challenger 2003 è stato un torneo di tennis facente parte della categoria ATP Challenger Series nell'ambito dell'ATP Challenger Series 2003. Il torneo si è giocato a Dharwad in India dal 6 al 12 ottobre 2003 su campi in cemento.

## Vincitori

### Singolare
Danai Udomchoke ha battuto in finale  Wang Yeu-tzuoo con il punteggio di 7–6(5), 6–1

### Doppio
Sanchai Ratiwatana /  Sonchat Ratiwatana hanno battuto in finale  Prakash Amritraj /  Rik De Voest con il punteggio di 3–6, 6–3, 7–5